# Char Nuur
Der Char Nuur (mongolisch Хар нуур, Schwarzer See) liegt in der westlichen Mongolei, am Südostrand des „Beckens der Großen Seen“. Er ist Teil einer Gruppe von Seen, die sich in den überwiegend Südost-Nordwest bzw. Ost-West streichenden tektonischen Depressionen befinden. Ursprüngliche Vermutungen russischer Wissenschaftler aus den 1950er Jahren, die Seen seien während des Holozäns oder Pleistozäns durch einen einzigen, großen Paläosee verbunden gewesen, wurden mittlerweile widerlegt (Grunert 2009). Zudem ist eine solche Verbindung schon alleine aufgrund der starken Reliefierung und unterschiedlichen Höhenlage nicht denkbar. Jedoch sind in die Region größere lokale Seen für die genannten Zeiträume nachgewiesen. Gespeist wird der Char Nuur, durch unterschiedliche Bäche aus dem Changai-Gebirge. Die Niederschläge vor Ort wären dagegen viel zu gering, um den Seespiegel aufrechtzuerhalten. Derzeit scheint der Seespiegel anzusteigen, was anhand von Satellitenbildern nachgewiesen werden kann. Einige Dünen, die vermutlich seit dem mittleren Holozän auf dem Trockenen lagen, sind daher aktuell am ertrinken.
Der Char Nuur ist Rastplatz für Zugvögel auf dem Weg durch Zentralasien.